# فم الحوت b
فم الحوت ب (بالإنجليزية: Fomalhaut b)‏ أو Dagon هو جرم سماوي خارج المجموعة الشمسية. كان يعتقد أنه كوكب. بتصوير مباشر التُقط من خارج المجموعة الشمسية ويدور حول نجم من نجوم النسق الأساسي نوع-A هو فم الحوت. ويقع على بعد حوالي 25 سنة ضوئية من الأرض في كوكبة الحوت الجنوبي.
التقط مرصد هابل الفضائي هذا الجرم في عام 2008 وتم التأكد من أنه حقيقي في عام 2012، وكانت هذه هي المرة الأولى التي يتم فيها تصوير جرم خارج المجموعة الشمسية مباشرة.
إن الطبيعة الحقيقية لـ Fomalhaut b هي موضوع نقاش كبير. تم تحديد Fomalhaut b في البداية كواحد من أولى الكواكب الخارجية التي تم تصويرها بشكل مباشر: يُعزى اكتشافها إلى الضوء المنعكس من مادة حول الكوكب (مثل حلقة الغبار) والانبعاثات الحرارية من الغلاف الجوي لكوكب المشتري. تم وصف Fomalhaut b لاحقًا على أنه كوكب منخفض الكتلة تكون سحابة الغبار المحيطة به مسؤولة بالكامل عن اكتشافه أو، الحطام الناتج عن اصطدام الكويكبات بدلاً من ذلك. في 7 مايو 2020 ، أزال أرشيف الكواكب الخارجية التابعة لوكالة ناسا Fomalhaut b رسميًا من قائمة الكواكب الخارجية المرشحة .

## معرض الصور

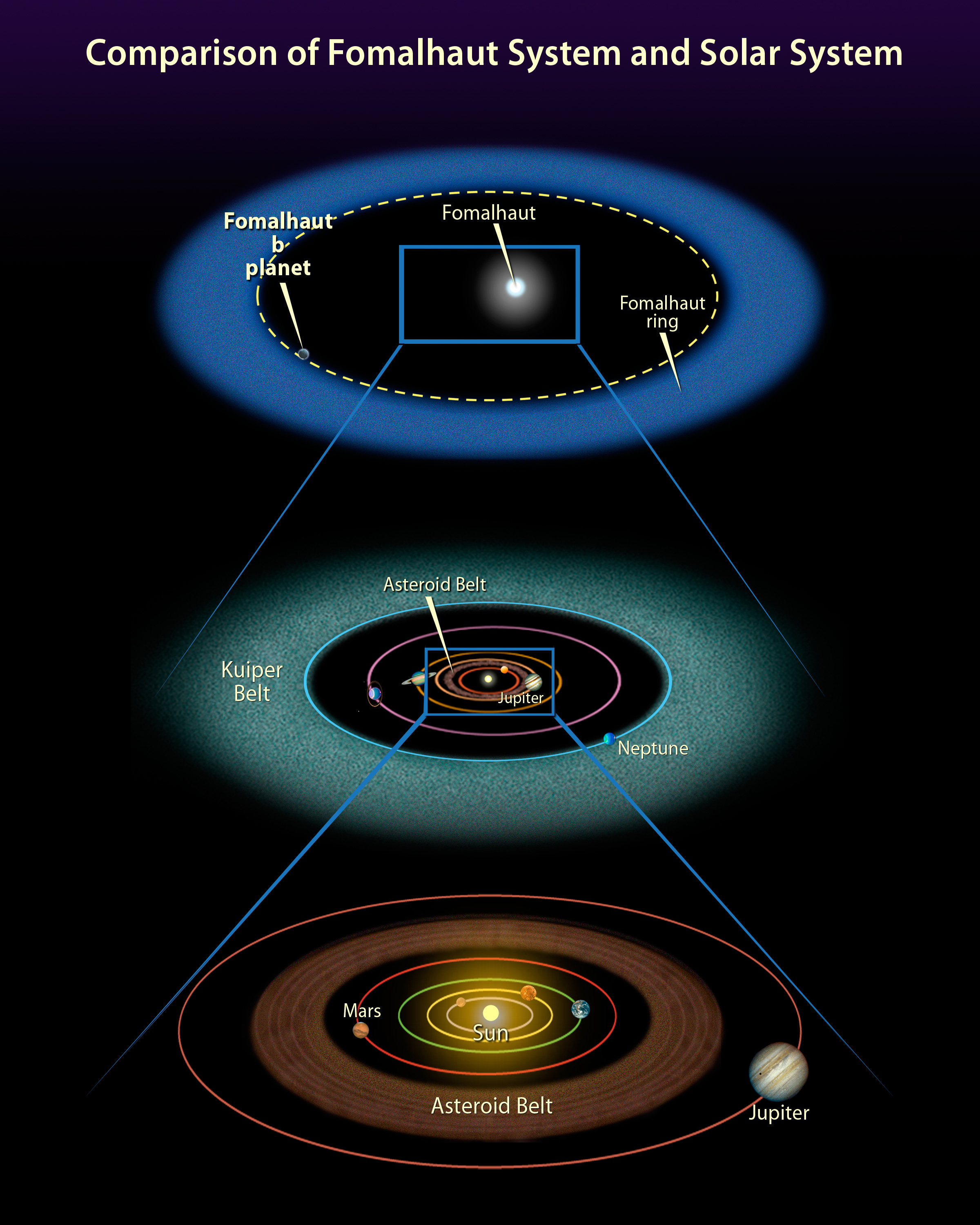
مقارنة بين النظام الشمسي والنظام المحيط بفم الحوت
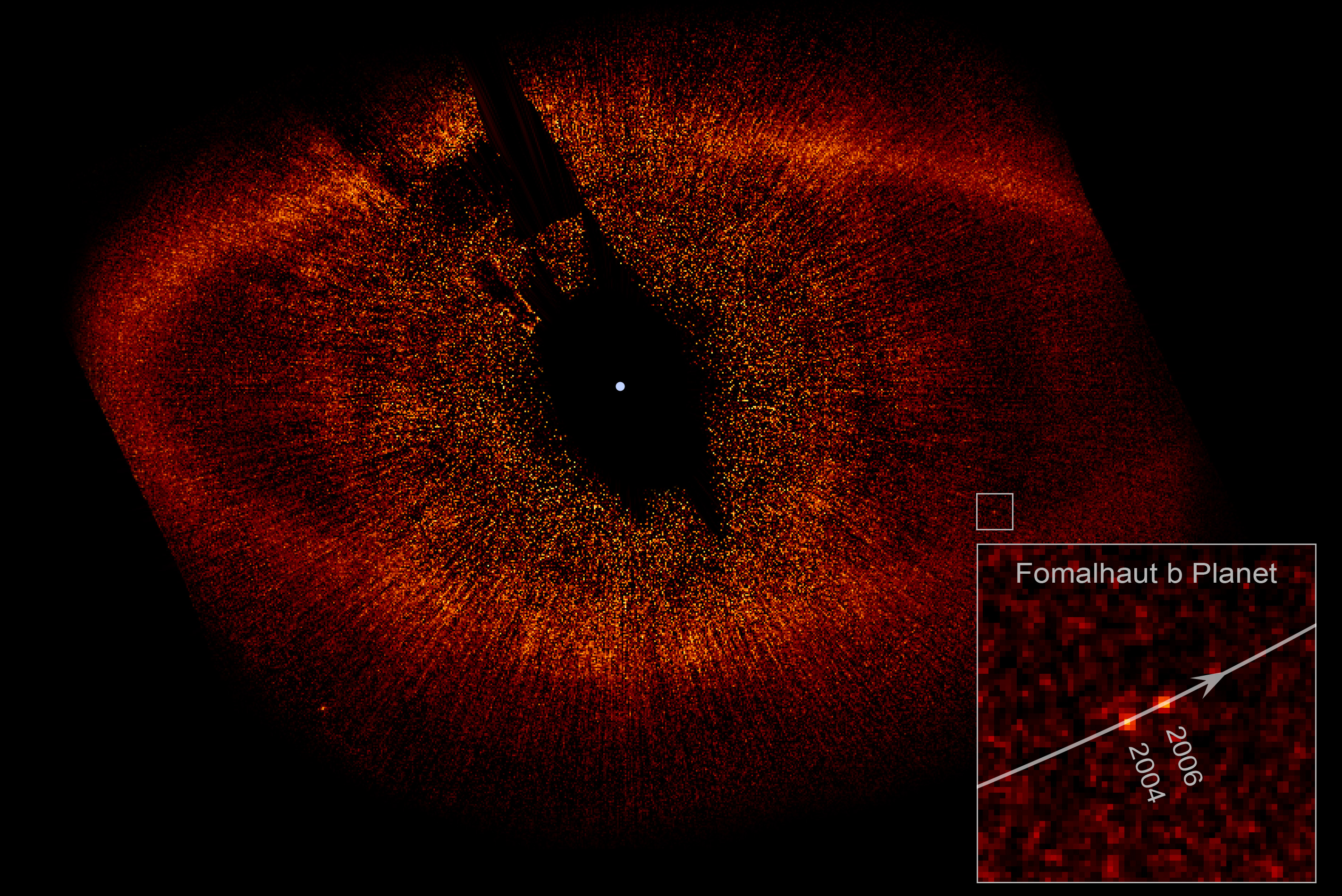
فم الحوت ب كما رُصد لأول مرة
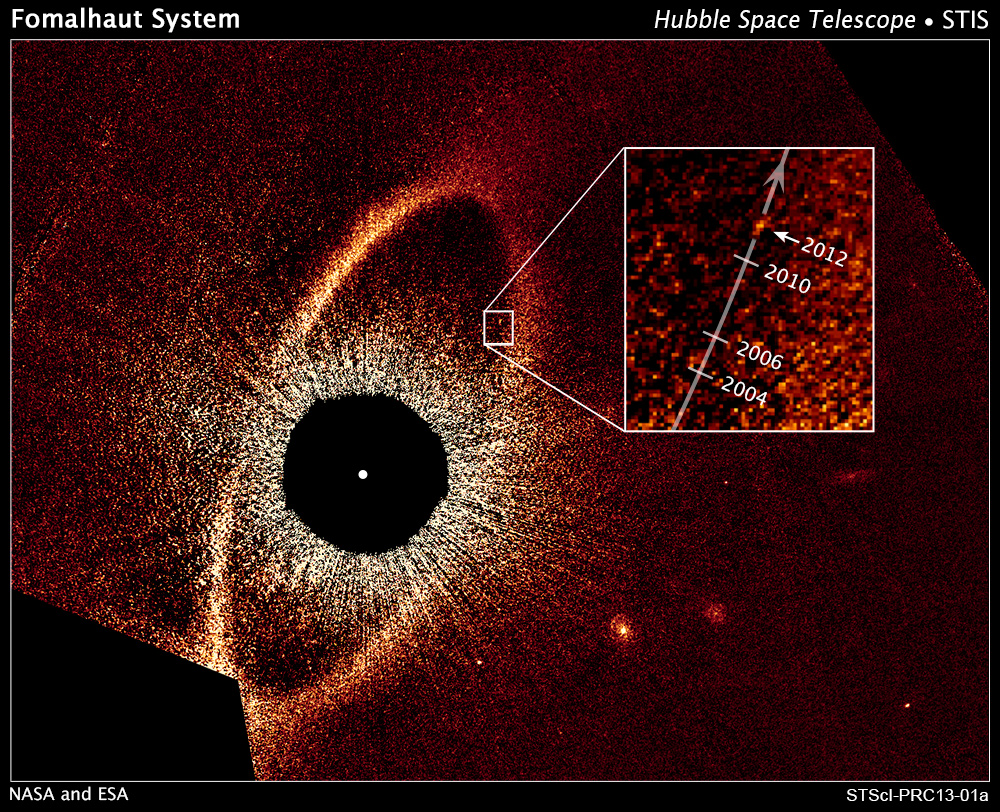
فم الحوت ب كما رُصد في عام 2012
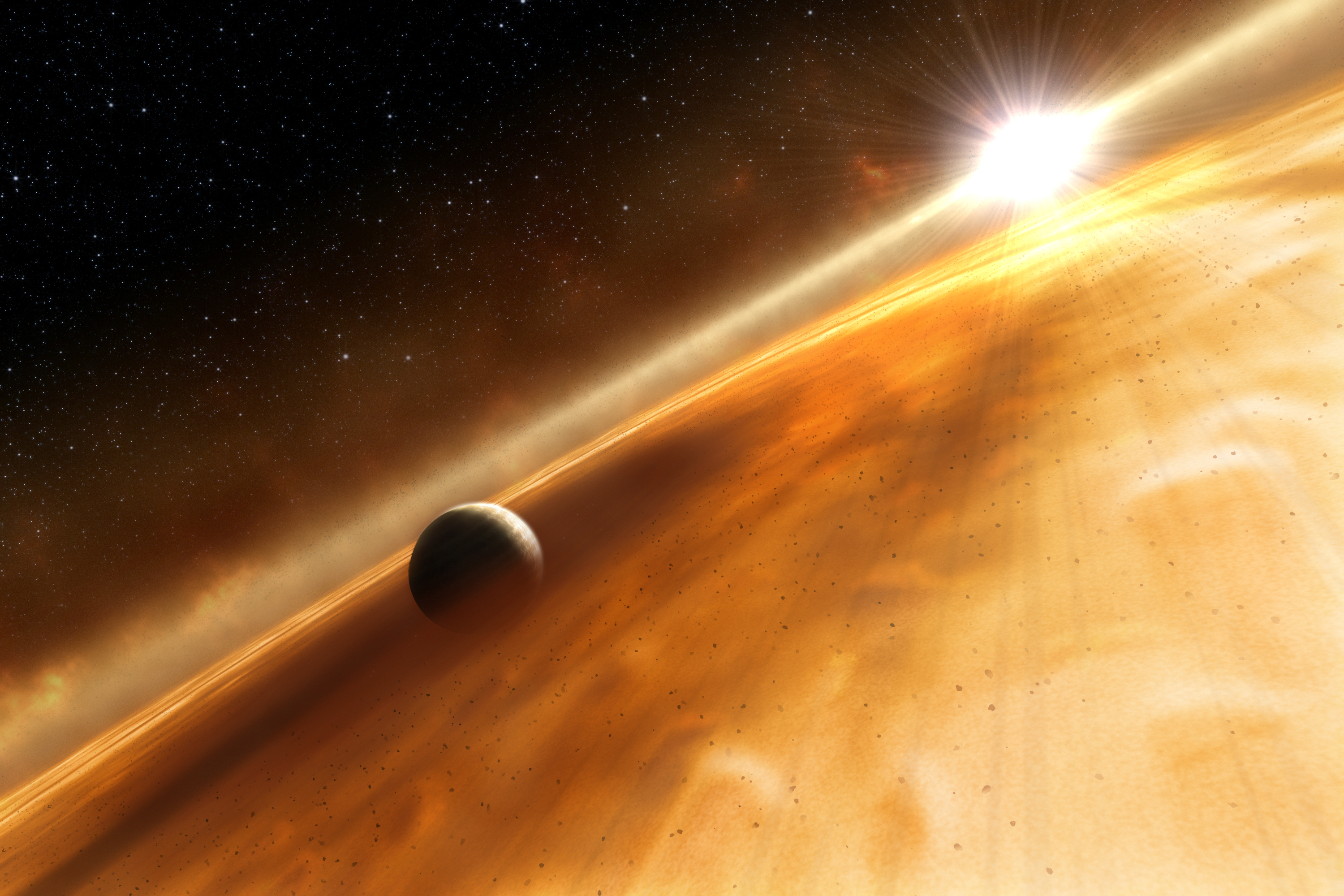
نموذج قديم يمثل كوكب فم الحوت أثناء دورانه حول نجمه الأم، وهو النموذج الذي تم دحضه لاحقا ولم يعد مقبولا في الأوساط العلمية
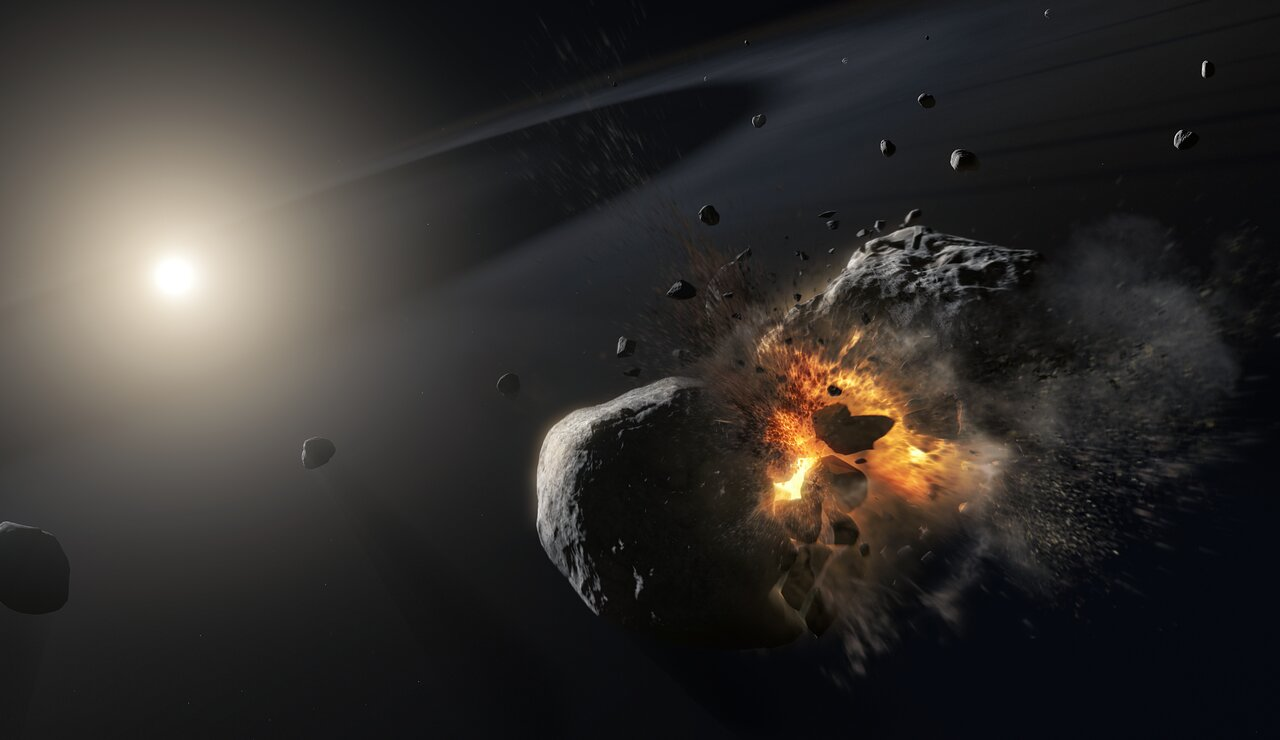
تصور فم الحوت وفم الحوت ب